# 16975 Деламер
16975 Деламер (16975 Delamere) — астероїд головного поясу, відкритий 27 грудня 1998 року.
Тіссеранів параметр щодо Юпітера — 3,476.